# Либерална египћанска странка
Либерална египћанска странка (алб. Partia Liberale Egjiptiane) је политичка странка у Републици Косово. Залаже се за интересе Балканских Египћана.